# 乍得地理

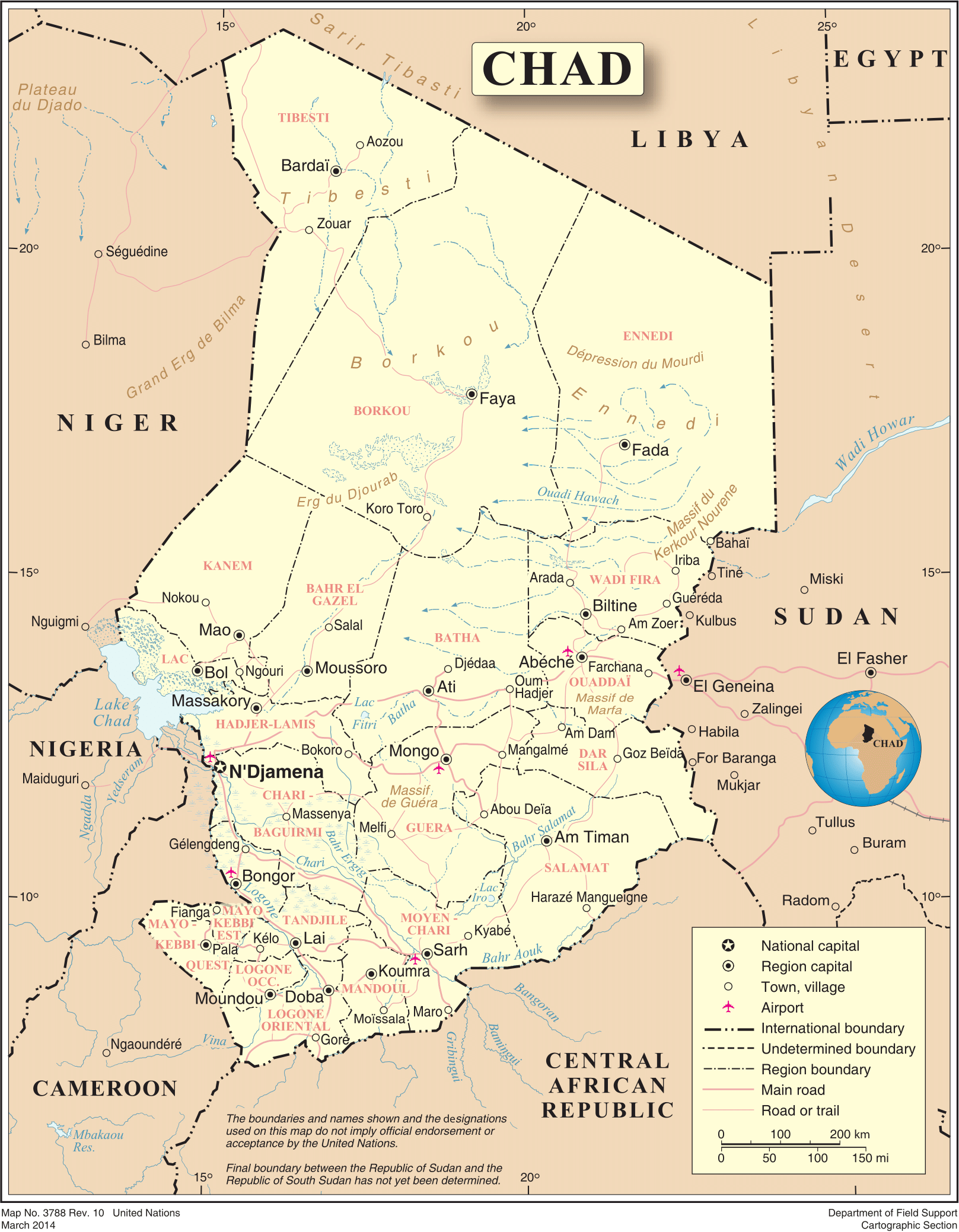
乍得地圖

乍得是一個位於非洲中北部的國家，也是世界48個內陸國之一。乍得國土面積1,284,000平方（495,755平方英里），接近兩個法國或略大於三個加利福尼亞州的面積。乍得的人口大多數居住在南部地區。洛格内河流域的人口密度可達每平方公里54人，而北部的沙漠地區人口密度僅有每平方公里0.1人。乍得首都是恩贾梅纳，人口超過70萬人。按照生態及氣候，乍得可以分為四個地區。北部的撒哈拉沙漠地區年均降水量不到200 mm（7.9英寸），人口稀少。中部的薩赫勒地區年均降水量有200、700 mm（7.9、27.6英寸）。南部地區多稱為蘇丹地區，年均降水量有700、1,000 mm（27.6、39.4英寸）。西南端的幾內亞地區年均降水量約1,000、1,200 mm（39.4、47.2英寸）。乍得總體地形平坦，北部和東部的地勢較高。最高點是庫西山，高3,100米（10,171英尺）。乍得湖是西非第二大湖泊，也是非洲最重要的濕地之一，是至少120種魚類和眾多鳥類的棲息地。但在過去40年，由於人類用水量的增加和降水減少，乍得湖的面積從1963年的2.5萬平方公里縮小至1350平方公里。 

## 外部連結
- 15°N 19°E / 15°N 19°E – Listing: Geographic Coordinates[]. Geo-links for Geography of Chad.
- Detailed map of Chad from www.izf.net